# Jon Latimer
Jonathan David Latimer (Prestatyn, 1964 - 4 de enero de 2009) fue un historiador y escritor británico residente en Gales. Entre sus libros más conocidos se pueden citarː Operation Compass 1940 (Osprey, 2000), Tobruk 1941 (Osprey, 2001), Deception in War (John Murray, 2001), Alamein (John Murray, 2002), Burma: The Forgotten War (John Murray, 2004) y 1812: War with America (Harvard University Press, 2007) que ganó en 2008 el Premio al Libro Distinguido de la Sociedad de Historia Militar y fue preseleccionado para el Premio del Libro George Washington.

## Biografía
Jon Latimer nació en 1964 en Prestatyn (Gales), estudió en Christleton County High School en Chester. A principio de la década de 1980, estudió una licenciatura en geografía en la Escuela Universitaria de Swansea, pero cambió de curso para graduarse en oceanografía. Entre 1985 y 1997, trabajó como oceanógrafo en diversas empresas privadas y administraciones púbicas, hasta convertirse en escritor a tiempo completo en 1997. Durante su carrera como oceanógrafo, que incluyó un período en Australia, escribió artículos sobre historia militar para revistas como British Army Review, Military History y Osprey Military Journal.
En 2003, se convirtió en investigador honorario en su alma mater (en ese momento, la Universidad de Swansea) y fue nombrado profesor de historia a tiempo parcial en el programa de grado BA (Hons) «Guerra y sociedad». También trabajó como profesor invitado en la Escuela de Comando y Estado Mayor de Servicios Conjuntos en Shrivenham (un establecimiento académico militar británico que brinda capacitación y educación a oficiales experimentados de la Marina Real, el Ejército, la Fuerza Aérea Real, el Servicio Civil del Ministerio de Defensa y oficiales en servicio de otros estados).
Latimer era un entusiasta soldado a tiempo parcial. Originalmente se alistó como zapador en la Royal Monmouthshire (Milicia), fue comisionado en 1986 en el 3.er Batallón del Royal Welch Fusiliers, del Territorial Army. Pasó períodos adjunto a batallones regulares en Irlanda del Norte (1989), Australia (1991-1992) y como oficial de inteligencia (1992-1993).
Jon Latimer murió después de un ataque al corazón en enero de 2009. Su libro Buccaneers of the Caribbean: How Piracy Forged an Empire se publicó póstumamente en abril de 2009.

## Libros

### En inglés
- — (2000). Operation Compass 1940: Wavell's whirlwind offensive. Oxford, Oxfordshire: Osprey Military. ISBN 1-85532-967-0. OCLC 44152123.
- — (2001). Deception in war (1.ª edición). Nueva York: Overlook Press. ISBN 1-58567-204-1. OCLC 47658802.
- — (2002). Alamein. Cambridge, Massachusetts: Harvard University Press. ISBN 0-674-01016-7. OCLC 50028781.
- — (2004). Burma: the forgotten war. Londres: John Murray. ISBN 0-7195-6575-8. OCLC 56639404.
- — (2004). Tobruk 1941: Rommel's opening move. Westport, Connecticut: Praeger. ISBN 0-275-98287-4. OCLC 53276584.
- — (2007). 1812: war with America. Cambridge, Massachusetts: Belknap Press of Harvard University Press. ISBN 978-0-674-02584-4. OCLC 85018071.
- — (2009). Buccaneers of the Caribbean: how piracy forged an empire. Cambridge, Massachusetts: Harvard University Press. ISBN 978-0-674-05417-2. OCLC 648759737.

### En español
- — (2005). El Alamein. Barcelona: Círculo de Lectores. ISBN 84-672-1083-4. OCLC 434340662.
- — (2007). Rommel: primer movimiento: Tobruk, marzo de 1941. RBA Coleccionables. ISBN 978-84-473-5435-1. OCLC 804126313.